# Hrabstwo Le Sueur
Hrabstwo Le Sueur (ang. Le Sueur County) – hrabstwo w stanie Minnesota w Stanach Zjednoczonych. Obszar całkowity hrabstwa obejmuje powierzchnię 473,81 mil2 (1 227,16 km²). Według danych z 2010 r. hrabstwo miało 27 703 mieszkańców. Hrabstwo powstało 5 marca 1853 roku i nisi imię Pierre-Charles Le Sueura – francuskiego handlarza futer i eksploratora Ameryki Północnej.

## Sąsiednie hrabstwa
- Hrabstwo Scott (północ)
- Hrabstwo Rice (wschód)
- Hrabstwo Waseca (południe)
- Hrabstwo Blue Earth (południowy zachód)
- Hrabstwo Nicollet (zachód)
- Hrabstwo Sibley (północny zachód)

## Miasta
- Cleveland
- Elysian
- Heidelberg
- Kasota
- Le Center
- Le Sueur
- Kilkenny
- Montgomery
- New Prague
- Waterville